# Wiatr zboczowy

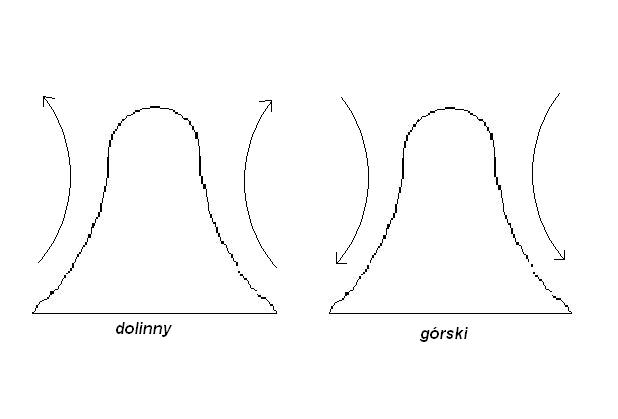
Powstawanie wiatru zboczowego

Wiatr zboczowy – lokalny wiatr okresowy wiejący w górach, zmieniający w ciągu doby swój kierunek. W ciągu dnia jest to wiatr dolinny a w nocy wiatr górski.
W słoneczny dzień stoki górskie nagrzewają się. Ciepłe masy powietrza nad nimi unoszą się, tworząc wiatr dolinny. W nocy powietrze nad stokami jest chłodniejsze niż w dolinach i jako cięższe opada po stoku w dół tworząc wiatr górski.